# Афінський аграрний університет
Афінський аграрний університет (грец. Γεωπονικό Πανεπιστήμιο Αθηνών) — університет аграрної освіти в Афінах, розташований в районі міста Вотанікос.
Університет первісно заснований як Афінська аграрна школа 1888 року. З 1920 року мав важливе значення для координації державної політики в галузі сільського господарства, геологічних досліджень та екології. Афінський аграрний університет нині складається з семи факультетів і пропонує своїм студентам здобуття ступенів бакалавра та магістра.

## Структура
- Факультет економіки сільського господарства і розвитку сільських районів
- Факультет тваринництва та аквакультури
- Факультет сільськогосподарських біотехнологій
- Факультет харчових наук і техніки
- Факультет освоєння природних ресурсів і сільськогосподарського машинобудування
- Факультет наук про агкокультури